# 밀양 어울암 칠성도
밀양 어울암 칠성도(密陽 어울암 七星圖)는 대한민국 경상남도 밀양시 무안면 어울암에 있는 칠성도이다. 2019년 8월 1일 경상남도의 문화재자료 제658호로 지정되었다.

## 개요
『밀양 어울암 칠성도』는 화기를 통해 1893년이라는 제작시기 및 제작자가 증언(證彦), 인우(仁雨), 일원(日圓)임을 알 수 있는 19세기 후반경 불화이다. 치성광여래삼존의 및 칠성여래의 정연한 화면 구성과 개성있는 성군 표현에서 화승의 세밀한 필치가 돋보이는 작품이므로 경상남도 문화재자료로 지정한다.

## 같이 보기
- 칠성도

## 참고 문헌
- 밀양 어울암 칠성도 - 국가유산청 국가유산포털